# Maniola rufocincta
Maniola rufocincta är en fjärilsart som beskrevs av Fuchs 1900. Maniola rufocincta ingår i släktet Maniola och familjen praktfjärilar. Inga underarter finns listade i Catalogue of Life.